# Analectic Magazine
Das Analectic Magazine war eine amerikanische Publikumszeitschrift, die von 1813 bis 1820 monatlich in Philadelphia erschien.

## Geschichte
Sie ging aus dem 1809 gegründeten Magazin The Select Reviews and Spirit of the Foreign Magazines hervor, das 1812 von Moses Thomas aufgekauft wurde. Thomas benannte das Blatt in Analectic Magazine um und warb als Herausgeber seines neuen verlegerischen Flaggschiffs Washington Irving an, der nach dem Erfolg seiner History of New York (1809) zum wohl renommiertesten Schriftsteller der Nation aufgestiegen war. Irving verrichtete seine Herausgeberpflichten – bei einem Jahressalär von $1500 – jedoch recht lustlos, aus seiner eigenen Feder erschienen bis zu seinem Ausscheiden gegen Ende 1814 nur elf Essays. Zwei davon (Züge indianischen Charakters und Philipp von Pokanoket) nahm er in sein 1819 erschienenes Skizzenbuch auf. Seine weiteren Beiträge sind biografischer Natur (Beiträge über Robert Treat Paine sowie die Marineoffiziere James Lawrence, William Ward Burrows II, Oliver Hazard Perry und David Porter) oder widmen sich der Literaturkritik (unter anderem über Thomas Campbell und Lord Byron). Insbesondere die Literaturkritik ging Irving nur schwer von der Hand; der Unmut, den ihm dieses Metier bereitete, mag der Grund gewesen sein, warum er ablehnte, als ihm John Murray Jahre später den Herausgeberposten einer englischen Zeitschrift anbot.
Irving druckte als Herausgeber vor allem literarische Miszellen, Buchrezensionen, Reiseberichte und Biografien, darunter auch viele Nachdrucke aus europäischen Zeitschriften. Als Schreiber warb er unter anderen seine New Yorker Freunde Gulian Crommelin Verplanck (1786–1870) und James Kirke Paulding an, die ihre Beiträge mit V. resp. P. zeichneten.
Dabei handelte es sich insbesondere um Biografien über Personen des politischen und kulturellen Lebens, mit dem Fortschreiten des Britisch-Amerikanischen Krieges zunehmend solche über amerikanische Kommandeure zur See. Insbesondere Paulding sollte seine spätere Karriere auf dieses Genre gründen. Einer der vielen patriotischen Beiträge des Blattes zu dieser Zeit war in der Novemberausgabe 1814 der Abdruck des Gedichts The Star-Spangled Banner, der späteren Nationalhymne der USA. Zwar war es zuvor bereits vereinzelt in lokalen Tageszeitungen erschienen, doch trug der Abdruck im landesweit gelesenen Analectic Magazine erheblich zu seiner Verbreitung bei.
Nach dem Ausscheiden Irvings und dem Ende des Krieges nahm die Popularität des Blattes ab. Es beschränkte sich zunehmend auf Seefahrtthemen und erschien von Januar bis Dezember 1816 zwischenzeitlich unter dem Titel Analectic Magazine and Naval Chronicle, wurde 1820 dann in Literary Gazette, or, Journal of Criticism, Science and the Arts umgetauft und stellte im Jahr darauf das Erscheinen ein.